# Skewb Diamond
Le Skewb Diamond est un casse-tête mécanique octaédrique de la famille du Rubik's Cube dérivé du Skewb. Il a au total 14 pièces mobiles pouvant être disposées en 138 240 combinaisons.

## Description
Le Skewb Diamond est composé de huit pièces centrales triangulaires et six pièces d'arête octaédriques.

## Combinatoire du problème
Le nombre de combinaisons possibles pour le Skewb Diamond est déterminé d'après la formule :
{\displaystyle {\frac {4!\times 6!\times 2^{5}}{4}}=138,240.}